# 귀신고래
귀신고래(학명: Eschrichtius robustus 에스크리크티우스 로부스투스[*])는 고래목 귀신고랫과에 속한 유일한 고래이다. 이 고래는 몸길이 15미터, 몸무게 36톤까지 자라며, 평균 수명은 50 ~ 60년이다. 현재는 북태평양에만 분포하며, 북아메리카 태평양 해안을 따라 이동하는 군(‘북동태평양 개체군’)과 동북아시아 연안을 따라 이동하는 군(‘북서태평양 개체군’)이 있지만, 이 두 개체군이 서로 아종으로 구분되지는 않는다. 즉, 이 두 개체군은 하나의 단일한 종으로 분류된다. 이동 거리는 혹등고래와 함께 고래 중에서 매우 긴 편에 속한다.
한때는 두 군의 개체 수 모두 적었으나, 19세기부터 남획이 시작되어 개체수가 많이 줄어들었다. 북아메리카 연안을 따라 회유하는 북동태평양 개체군은 20세기에 들어 보호되기 시작해 현재는 2만 마리 이상으로 늘어났지만 동북아시아 연안을 회유하는 북서태평양 개체군의 경우, 과거에는 거의 한국과, 일본의 남획으로 인해, 한국이 포경산업을 공식적으로 포기한 현재는 일본의 남획으로 인해 개체수가 훨씬 적으며, 상태도 위태롭다. 대서양에도 귀신고래군이 있었으나, 17세기에 멸종되고 말았다.

## 분류

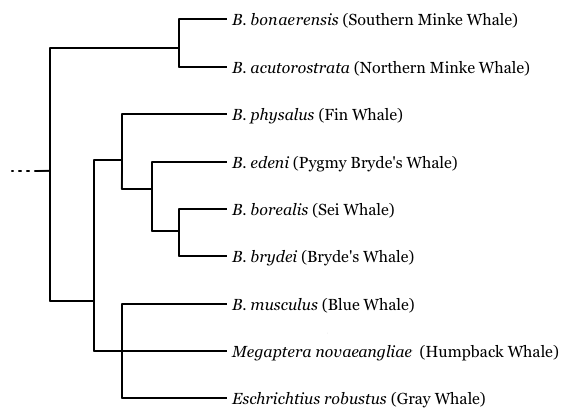
귀신고래와 다른 동물과의 관계를 나타내는 그림- 유전자 분석으로 나타난 결과

귀신고래는 현재 1과, 1속, 1종으로 분류되고 있지만, 최근 DNA 염기체 분석에 따르면 혹등고래와 대왕고래와 같은 수염고래과의 종과 가깝게 나타난다. 현재 북동태평양과 북서태평양에 두 가지의 개체군이 있지만, 유전적으로나 외관상으로 큰 차이가 없기 때문에 현재 아종으로 분류되지 않는다. 이들이 유전적으로 유사한 것에 대해서는 아직도 연구가 진행 중이다.
서방에서의 이 종에 대한 설명은 스웨덴과 잉글랜드에서 발견된 이들의 유골을 통해 진행되었다. 빌헬름 릴리에보리는 이들의 학명을 Balaenoptera robusta라고 지었으며, 존 그레이가 1속 1종으로 분류하며 덴마크의 동물학자 다니엘 프레데리크 에스크리크트(Daniel Frederik Eschricht)를 기념하는 의미로 이명법 중 첫 부분을 Eschricht라고 바꾸었다. 이명법(二名法)의 뒷부분인 robusta는 라틴어로 강함을 뜻한다. 1869년에 코프(Cope)가 태평양에 분포하는 개체군을 Ranchianectes glaucus라고 설명하였다. 대서양 개체군의 유골과 태평양 개체군과 비교한 결과 이 두 개체군은 같은 종으로 나타나 현재는 존 그레이가 붙인 이명법이 더 잘 쓰인다. Eschrichtius gibbosus라는 이명법도 쓰이기도 한다.
다음은 거테시 등(Gatesy et al..)의 계통 분류이다.
|  | 꼬마긴수염고래과                                          |
|  |                                                           |
|  | \| \| 귀신고래과 \| \| \| \| \| \| 수염고래과 \| \| \| \| |
|  |                                                           |
|  | 귀신고래과                                                |
|  |                                                           |
|  | 수염고래과                                                |
|  |                                                           |

|  | 귀신고래과 |
|  |            |
|  | 수염고래과 |
|  |            |

|  | 꼬마긴수염고래과                                          |
|  |                                                           |
|  | \| \| 귀신고래과 \| \| \| \| \| \| 수염고래과 \| \| \| \| |
|  |                                                           |
|  | 귀신고래과                                                |
|  |                                                           |
|  | 수염고래과                                                |
|  |                                                           |

|  | 귀신고래과 |
|  |            |
|  | 수염고래과 |
|  |            |

|  | 꼬마긴수염고래과                                          |
|  |                                                           |
|  | \| \| 귀신고래과 \| \| \| \| \| \| 수염고래과 \| \| \| \| |
|  |                                                           |
|  | 귀신고래과                                                |
|  |                                                           |
|  | 수염고래과                                                |
|  |                                                           |

|  | 귀신고래과 |
|  |            |
|  | 수염고래과 |
|  |            |

|  | 꼬마긴수염고래과                                          |
|  |                                                           |
|  | \| \| 귀신고래과 \| \| \| \| \| \| 수염고래과 \| \| \| \| |
|  |                                                           |
|  | 귀신고래과                                                |
|  |                                                           |
|  | 수염고래과                                                |
|  |                                                           |

|  | 귀신고래과 |
|  |            |
|  | 수염고래과 |
|  |            |

|  | 꼬마향고래과 |
|  |              |
|  | 향고래과     |
|  |              |

|  | 아마존강돌고래과 |
|  |                  |
|  | 라플라타돌고래과 |
|  |                  |

|  | 참돌고래과                                                |
|  |                                                           |
|  | \| \| 쇠돌고래과 \| \| \| \| \| \| 외뿔고래과 \| \| \| \| |
|  |                                                           |
|  | 쇠돌고래과                                                |
|  |                                                           |
|  | 외뿔고래과                                                |
|  |                                                           |

|  | 쇠돌고래과 |
|  |            |
|  | 외뿔고래과 |
|  |            |

|  | 아마존강돌고래과 |
|  |                  |
|  | 라플라타돌고래과 |
|  |                  |

|  | 참돌고래과                                                |
|  |                                                           |
|  | \| \| 쇠돌고래과 \| \| \| \| \| \| 외뿔고래과 \| \| \| \| |
|  |                                                           |
|  | 쇠돌고래과                                                |
|  |                                                           |
|  | 외뿔고래과                                                |
|  |                                                           |

|  | 쇠돌고래과 |
|  |            |
|  | 외뿔고래과 |
|  |            |

|  | 아마존강돌고래과 |
|  |                  |
|  | 라플라타돌고래과 |
|  |                  |

|  | 참돌고래과                                                |
|  |                                                           |
|  | \| \| 쇠돌고래과 \| \| \| \| \| \| 외뿔고래과 \| \| \| \| |
|  |                                                           |
|  | 쇠돌고래과                                                |
|  |                                                           |
|  | 외뿔고래과                                                |
|  |                                                           |

|  | 쇠돌고래과 |
|  |            |
|  | 외뿔고래과 |
|  |            |

|  | 아마존강돌고래과 |
|  |                  |
|  | 라플라타돌고래과 |
|  |                  |

|  | 참돌고래과                                                |
|  |                                                           |
|  | \| \| 쇠돌고래과 \| \| \| \| \| \| 외뿔고래과 \| \| \| \| |
|  |                                                           |
|  | 쇠돌고래과                                                |
|  |                                                           |
|  | 외뿔고래과                                                |
|  |                                                           |

|  | 쇠돌고래과 |
|  |            |
|  | 외뿔고래과 |
|  |            |

|  | 아마존강돌고래과 |
|  |                  |
|  | 라플라타돌고래과 |
|  |                  |

|  | 참돌고래과                                                |
|  |                                                           |
|  | \| \| 쇠돌고래과 \| \| \| \| \| \| 외뿔고래과 \| \| \| \| |
|  |                                                           |
|  | 쇠돌고래과                                                |
|  |                                                           |
|  | 외뿔고래과                                                |
|  |                                                           |

|  | 쇠돌고래과 |
|  |            |
|  | 외뿔고래과 |
|  |            |

|  | 아마존강돌고래과 |
|  |                  |
|  | 라플라타돌고래과 |
|  |                  |

|  | 참돌고래과                                                |
|  |                                                           |
|  | \| \| 쇠돌고래과 \| \| \| \| \| \| 외뿔고래과 \| \| \| \| |
|  |                                                           |
|  | 쇠돌고래과                                                |
|  |                                                           |
|  | 외뿔고래과                                                |
|  |                                                           |

|  | 쇠돌고래과 |
|  |            |
|  | 외뿔고래과 |
|  |            |

|  | 아마존강돌고래과 |
|  |                  |
|  | 라플라타돌고래과 |
|  |                  |

|  | 참돌고래과                                                |
|  |                                                           |
|  | \| \| 쇠돌고래과 \| \| \| \| \| \| 외뿔고래과 \| \| \| \| |
|  |                                                           |
|  | 쇠돌고래과                                                |
|  |                                                           |
|  | 외뿔고래과                                                |
|  |                                                           |

|  | 쇠돌고래과 |
|  |            |
|  | 외뿔고래과 |
|  |            |

|  | 아마존강돌고래과 |
|  |                  |
|  | 라플라타돌고래과 |
|  |                  |

|  | 참돌고래과                                                |
|  |                                                           |
|  | \| \| 쇠돌고래과 \| \| \| \| \| \| 외뿔고래과 \| \| \| \| |
|  |                                                           |
|  | 쇠돌고래과                                                |
|  |                                                           |
|  | 외뿔고래과                                                |
|  |                                                           |

|  | 쇠돌고래과 |
|  |            |
|  | 외뿔고래과 |
|  |            |

|  | 꼬마향고래과 |
|  |              |
|  | 향고래과     |
|  |              |

|  | 아마존강돌고래과 |
|  |                  |
|  | 라플라타돌고래과 |
|  |                  |

|  | 참돌고래과                                                |
|  |                                                           |
|  | \| \| 쇠돌고래과 \| \| \| \| \| \| 외뿔고래과 \| \| \| \| |
|  |                                                           |
|  | 쇠돌고래과                                                |
|  |                                                           |
|  | 외뿔고래과                                                |
|  |                                                           |

|  | 쇠돌고래과 |
|  |            |
|  | 외뿔고래과 |
|  |            |

|  | 아마존강돌고래과 |
|  |                  |
|  | 라플라타돌고래과 |
|  |                  |

|  | 참돌고래과                                                |
|  |                                                           |
|  | \| \| 쇠돌고래과 \| \| \| \| \| \| 외뿔고래과 \| \| \| \| |
|  |                                                           |
|  | 쇠돌고래과                                                |
|  |                                                           |
|  | 외뿔고래과                                                |
|  |                                                           |

|  | 쇠돌고래과 |
|  |            |
|  | 외뿔고래과 |
|  |            |

|  | 아마존강돌고래과 |
|  |                  |
|  | 라플라타돌고래과 |
|  |                  |

|  | 참돌고래과                                                |
|  |                                                           |
|  | \| \| 쇠돌고래과 \| \| \| \| \| \| 외뿔고래과 \| \| \| \| |
|  |                                                           |
|  | 쇠돌고래과                                                |
|  |                                                           |
|  | 외뿔고래과                                                |
|  |                                                           |

|  | 쇠돌고래과 |
|  |            |
|  | 외뿔고래과 |
|  |            |

|  | 아마존강돌고래과 |
|  |                  |
|  | 라플라타돌고래과 |
|  |                  |

|  | 참돌고래과                                                |
|  |                                                           |
|  | \| \| 쇠돌고래과 \| \| \| \| \| \| 외뿔고래과 \| \| \| \| |
|  |                                                           |
|  | 쇠돌고래과                                                |
|  |                                                           |
|  | 외뿔고래과                                                |
|  |                                                           |

|  | 쇠돌고래과 |
|  |            |
|  | 외뿔고래과 |
|  |            |

|  | 아마존강돌고래과 |
|  |                  |
|  | 라플라타돌고래과 |
|  |                  |

|  | 참돌고래과                                                |
|  |                                                           |
|  | \| \| 쇠돌고래과 \| \| \| \| \| \| 외뿔고래과 \| \| \| \| |
|  |                                                           |
|  | 쇠돌고래과                                                |
|  |                                                           |
|  | 외뿔고래과                                                |
|  |                                                           |

|  | 쇠돌고래과 |
|  |            |
|  | 외뿔고래과 |
|  |            |

|  | 아마존강돌고래과 |
|  |                  |
|  | 라플라타돌고래과 |
|  |                  |

|  | 참돌고래과                                                |
|  |                                                           |
|  | \| \| 쇠돌고래과 \| \| \| \| \| \| 외뿔고래과 \| \| \| \| |
|  |                                                           |
|  | 쇠돌고래과                                                |
|  |                                                           |
|  | 외뿔고래과                                                |
|  |                                                           |

|  | 쇠돌고래과 |
|  |            |
|  | 외뿔고래과 |
|  |            |

|  | 아마존강돌고래과 |
|  |                  |
|  | 라플라타돌고래과 |
|  |                  |

|  | 참돌고래과                                                |
|  |                                                           |
|  | \| \| 쇠돌고래과 \| \| \| \| \| \| 외뿔고래과 \| \| \| \| |
|  |                                                           |
|  | 쇠돌고래과                                                |
|  |                                                           |
|  | 외뿔고래과                                                |
|  |                                                           |

|  | 쇠돌고래과 |
|  |            |
|  | 외뿔고래과 |
|  |            |

|  | 아마존강돌고래과 |
|  |                  |
|  | 라플라타돌고래과 |
|  |                  |

|  | 참돌고래과                                                |
|  |                                                           |
|  | \| \| 쇠돌고래과 \| \| \| \| \| \| 외뿔고래과 \| \| \| \| |
|  |                                                           |
|  | 쇠돌고래과                                                |
|  |                                                           |
|  | 외뿔고래과                                                |
|  |                                                           |

|  | 쇠돌고래과 |
|  |            |
|  | 외뿔고래과 |
|  |            |

|  | 꼬마긴수염고래과                                          |
|  |                                                           |
|  | \| \| 귀신고래과 \| \| \| \| \| \| 수염고래과 \| \| \| \| |
|  |                                                           |
|  | 귀신고래과                                                |
|  |                                                           |
|  | 수염고래과                                                |
|  |                                                           |

|  | 귀신고래과 |
|  |            |
|  | 수염고래과 |
|  |            |

|  | 꼬마긴수염고래과                                          |
|  |                                                           |
|  | \| \| 귀신고래과 \| \| \| \| \| \| 수염고래과 \| \| \| \| |
|  |                                                           |
|  | 귀신고래과                                                |
|  |                                                           |
|  | 수염고래과                                                |
|  |                                                           |

|  | 귀신고래과 |
|  |            |
|  | 수염고래과 |
|  |            |

|  | 꼬마긴수염고래과                                          |
|  |                                                           |
|  | \| \| 귀신고래과 \| \| \| \| \| \| 수염고래과 \| \| \| \| |
|  |                                                           |
|  | 귀신고래과                                                |
|  |                                                           |
|  | 수염고래과                                                |
|  |                                                           |

|  | 귀신고래과 |
|  |            |
|  | 수염고래과 |
|  |            |

|  | 꼬마긴수염고래과                                          |
|  |                                                           |
|  | \| \| 귀신고래과 \| \| \| \| \| \| 수염고래과 \| \| \| \| |
|  |                                                           |
|  | 귀신고래과                                                |
|  |                                                           |
|  | 수염고래과                                                |
|  |                                                           |

|  | 귀신고래과 |
|  |            |
|  | 수염고래과 |
|  |            |

|  | 꼬마향고래과 |
|  |              |
|  | 향고래과     |
|  |              |

|  | 아마존강돌고래과 |
|  |                  |
|  | 라플라타돌고래과 |
|  |                  |

|  | 참돌고래과                                                |
|  |                                                           |
|  | \| \| 쇠돌고래과 \| \| \| \| \| \| 외뿔고래과 \| \| \| \| |
|  |                                                           |
|  | 쇠돌고래과                                                |
|  |                                                           |
|  | 외뿔고래과                                                |
|  |                                                           |

|  | 쇠돌고래과 |
|  |            |
|  | 외뿔고래과 |
|  |            |

|  | 아마존강돌고래과 |
|  |                  |
|  | 라플라타돌고래과 |
|  |                  |

|  | 참돌고래과                                                |
|  |                                                           |
|  | \| \| 쇠돌고래과 \| \| \| \| \| \| 외뿔고래과 \| \| \| \| |
|  |                                                           |
|  | 쇠돌고래과                                                |
|  |                                                           |
|  | 외뿔고래과                                                |
|  |                                                           |

|  | 쇠돌고래과 |
|  |            |
|  | 외뿔고래과 |
|  |            |

|  | 아마존강돌고래과 |
|  |                  |
|  | 라플라타돌고래과 |
|  |                  |

|  | 참돌고래과                                                |
|  |                                                           |
|  | \| \| 쇠돌고래과 \| \| \| \| \| \| 외뿔고래과 \| \| \| \| |
|  |                                                           |
|  | 쇠돌고래과                                                |
|  |                                                           |
|  | 외뿔고래과                                                |
|  |                                                           |

|  | 쇠돌고래과 |
|  |            |
|  | 외뿔고래과 |
|  |            |

|  | 아마존강돌고래과 |
|  |                  |
|  | 라플라타돌고래과 |
|  |                  |

|  | 참돌고래과                                                |
|  |                                                           |
|  | \| \| 쇠돌고래과 \| \| \| \| \| \| 외뿔고래과 \| \| \| \| |
|  |                                                           |
|  | 쇠돌고래과                                                |
|  |                                                           |
|  | 외뿔고래과                                                |
|  |                                                           |

|  | 쇠돌고래과 |
|  |            |
|  | 외뿔고래과 |
|  |            |

|  | 아마존강돌고래과 |
|  |                  |
|  | 라플라타돌고래과 |
|  |                  |

|  | 참돌고래과                                                |
|  |                                                           |
|  | \| \| 쇠돌고래과 \| \| \| \| \| \| 외뿔고래과 \| \| \| \| |
|  |                                                           |
|  | 쇠돌고래과                                                |
|  |                                                           |
|  | 외뿔고래과                                                |
|  |                                                           |

|  | 쇠돌고래과 |
|  |            |
|  | 외뿔고래과 |
|  |            |

|  | 아마존강돌고래과 |
|  |                  |
|  | 라플라타돌고래과 |
|  |                  |

|  | 참돌고래과                                                |
|  |                                                           |
|  | \| \| 쇠돌고래과 \| \| \| \| \| \| 외뿔고래과 \| \| \| \| |
|  |                                                           |
|  | 쇠돌고래과                                                |
|  |                                                           |
|  | 외뿔고래과                                                |
|  |                                                           |

|  | 쇠돌고래과 |
|  |            |
|  | 외뿔고래과 |
|  |            |

|  | 아마존강돌고래과 |
|  |                  |
|  | 라플라타돌고래과 |
|  |                  |

|  | 참돌고래과                                                |
|  |                                                           |
|  | \| \| 쇠돌고래과 \| \| \| \| \| \| 외뿔고래과 \| \| \| \| |
|  |                                                           |
|  | 쇠돌고래과                                                |
|  |                                                           |
|  | 외뿔고래과                                                |
|  |                                                           |

|  | 쇠돌고래과 |
|  |            |
|  | 외뿔고래과 |
|  |            |

|  | 아마존강돌고래과 |
|  |                  |
|  | 라플라타돌고래과 |
|  |                  |

|  | 참돌고래과                                                |
|  |                                                           |
|  | \| \| 쇠돌고래과 \| \| \| \| \| \| 외뿔고래과 \| \| \| \| |
|  |                                                           |
|  | 쇠돌고래과                                                |
|  |                                                           |
|  | 외뿔고래과                                                |
|  |                                                           |

|  | 쇠돌고래과 |
|  |            |
|  | 외뿔고래과 |
|  |            |

|  | 꼬마향고래과 |
|  |              |
|  | 향고래과     |
|  |              |

|  | 아마존강돌고래과 |
|  |                  |
|  | 라플라타돌고래과 |
|  |                  |

|  | 참돌고래과                                                |
|  |                                                           |
|  | \| \| 쇠돌고래과 \| \| \| \| \| \| 외뿔고래과 \| \| \| \| |
|  |                                                           |
|  | 쇠돌고래과                                                |
|  |                                                           |
|  | 외뿔고래과                                                |
|  |                                                           |

|  | 쇠돌고래과 |
|  |            |
|  | 외뿔고래과 |
|  |            |

|  | 아마존강돌고래과 |
|  |                  |
|  | 라플라타돌고래과 |
|  |                  |

|  | 참돌고래과                                                |
|  |                                                           |
|  | \| \| 쇠돌고래과 \| \| \| \| \| \| 외뿔고래과 \| \| \| \| |
|  |                                                           |
|  | 쇠돌고래과                                                |
|  |                                                           |
|  | 외뿔고래과                                                |
|  |                                                           |

|  | 쇠돌고래과 |
|  |            |
|  | 외뿔고래과 |
|  |            |

|  | 아마존강돌고래과 |
|  |                  |
|  | 라플라타돌고래과 |
|  |                  |

|  | 참돌고래과                                                |
|  |                                                           |
|  | \| \| 쇠돌고래과 \| \| \| \| \| \| 외뿔고래과 \| \| \| \| |
|  |                                                           |
|  | 쇠돌고래과                                                |
|  |                                                           |
|  | 외뿔고래과                                                |
|  |                                                           |

|  | 쇠돌고래과 |
|  |            |
|  | 외뿔고래과 |
|  |            |

|  | 아마존강돌고래과 |
|  |                  |
|  | 라플라타돌고래과 |
|  |                  |

|  | 참돌고래과                                                |
|  |                                                           |
|  | \| \| 쇠돌고래과 \| \| \| \| \| \| 외뿔고래과 \| \| \| \| |
|  |                                                           |
|  | 쇠돌고래과                                                |
|  |                                                           |
|  | 외뿔고래과                                                |
|  |                                                           |

|  | 쇠돌고래과 |
|  |            |
|  | 외뿔고래과 |
|  |            |

|  | 아마존강돌고래과 |
|  |                  |
|  | 라플라타돌고래과 |
|  |                  |

|  | 참돌고래과                                                |
|  |                                                           |
|  | \| \| 쇠돌고래과 \| \| \| \| \| \| 외뿔고래과 \| \| \| \| |
|  |                                                           |
|  | 쇠돌고래과                                                |
|  |                                                           |
|  | 외뿔고래과                                                |
|  |                                                           |

|  | 쇠돌고래과 |
|  |            |
|  | 외뿔고래과 |
|  |            |

|  | 아마존강돌고래과 |
|  |                  |
|  | 라플라타돌고래과 |
|  |                  |

|  | 참돌고래과                                                |
|  |                                                           |
|  | \| \| 쇠돌고래과 \| \| \| \| \| \| 외뿔고래과 \| \| \| \| |
|  |                                                           |
|  | 쇠돌고래과                                                |
|  |                                                           |
|  | 외뿔고래과                                                |
|  |                                                           |

|  | 쇠돌고래과 |
|  |            |
|  | 외뿔고래과 |
|  |            |

|  | 아마존강돌고래과 |
|  |                  |
|  | 라플라타돌고래과 |
|  |                  |

|  | 참돌고래과                                                |
|  |                                                           |
|  | \| \| 쇠돌고래과 \| \| \| \| \| \| 외뿔고래과 \| \| \| \| |
|  |                                                           |
|  | 쇠돌고래과                                                |
|  |                                                           |
|  | 외뿔고래과                                                |
|  |                                                           |

|  | 쇠돌고래과 |
|  |            |
|  | 외뿔고래과 |
|  |            |

|  | 아마존강돌고래과 |
|  |                  |
|  | 라플라타돌고래과 |
|  |                  |

|  | 참돌고래과                                                |
|  |                                                           |
|  | \| \| 쇠돌고래과 \| \| \| \| \| \| 외뿔고래과 \| \| \| \| |
|  |                                                           |
|  | 쇠돌고래과                                                |
|  |                                                           |
|  | 외뿔고래과                                                |
|  |                                                           |

|  | 쇠돌고래과 |
|  |            |
|  | 외뿔고래과 |
|  |            |

## 일반명
한국어로는 쇠고래라고도 한다. 얼럭덜럭한 몸을 지니며, 전체적으로는 회색빛을 띠기 때문에 영어권에서는 주로 회색고래(Gray Whale)라고 불리지만, 악마의 물고기(Devil Fish)라고 불리기도 하는데, 예전에 포경업자에게 보였던 사나운 반응 때문이다. 이는 19세기 중반에 미국의 포경업자들이 캘리포니아 이남에서 새끼를 기르는 개체를 자극함으로써 일어난 일로 여겨진다. 일본의 포경업자가 그 뜻을 일본어로 그대로 옮겨, 현재까지도 고쿠쿠지라(일본어: 極鯨(コククジラ) 코쿠쿠지라[*])라는 명칭이 일본에서는 쓰이고 있다. 일본 한자를 그대로 옮겨 ‘극경’(極鯨)이라고 불리기도 하며, 귀신고래라는 이름은 해안에서 머리를 세우고 있다가 감쪽같이 사라진다고 해서 붙은 이름이다.

## 외관과 행동 방식

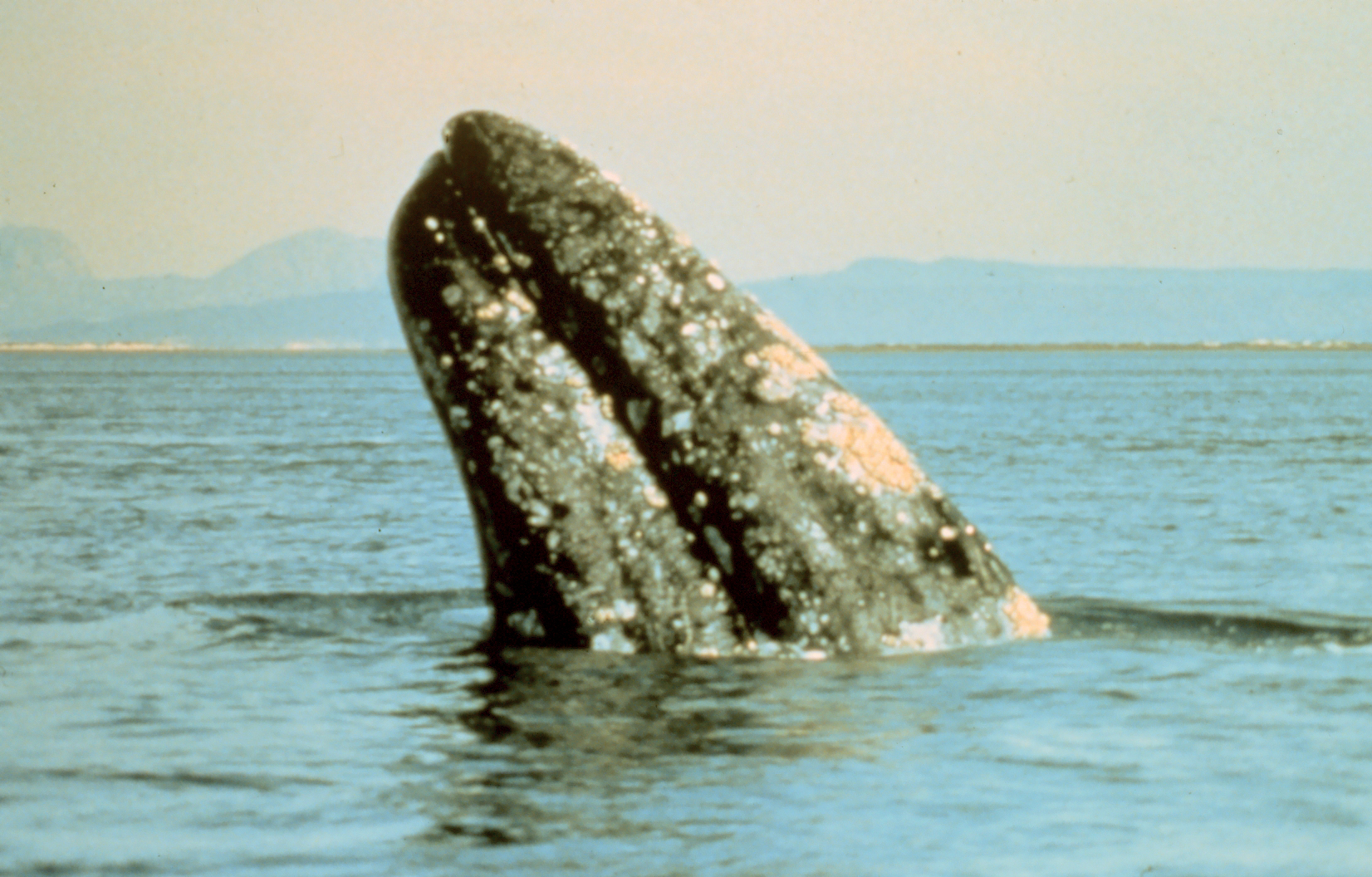
해수면에서 엿보기를 하는 귀신고래

귀신고래는 겉으로 보기에 수염고래와 참고래의 중간 정도의 모습을 취하고 있다. 위에서 보면 머리는 가늘며 삼각꼴이다. 입의 모양은 약간 아치 모양으로 생겼으며, 양쪽에는 130에서 180개의 누런 빛의 고래수염판이 나 있다.
귀신고래의 피부에는 긁힌 자국, 흩어져 붙어 있는 흰 따개비, 바다벼룩 등이 있으며, 기생체는 특히 머리 부분에 많이 나 있다. 하지만 우측에는 기생체가 거의 없는데, 해저면에서 먹이를 뒤질 때 우측으로 기울기 때문이다. 갓 태어난 새끼는 회색에서 검은색이지만, 어떠한 개체는 구별되는 하얀 점 등을 지닐 수 있다.
다른 수염고래와는 달리 귀신고래는 등지느러미가 없다. 하지만 몸의 뒷 부분에는 두드러지는 6에서 12개의 쐐기와 같은 것이 이어져 꼬리까지 나 있다. 가슴지느러미는 노처럼 생겼으며 끝은 뾰족하다. 꼬리의 길이는 가로로 3.7미터 정도이며, 중앙은 깊게 들어가 있다.
다 자란 수컷의 몸길이는 13.7에서 14미터이며, 다 자란 암컷의 길이는 15m로 수컷보다 약간 크다. 성체의 몸무게는 27.2톤에서 36.3톤이다.
귀신고래는 종종 머리를 드러내 수면 위를 엿보기를 한다. 머리의 윗부분에 있는 2개의 숨구멍을 이용해 공기를 들어 마신다. 쉴 때는 분당 2~3번씩 호흡을 하며, 깊게 잠수할 때는 3에서 5분 동안 숨을 마시기도 한다. 이들이 뿜는 고래 분수의 높이는 3에서 4미터 정도이며, 소리는 1킬로미터 정도의 반경에서 들을 수 있다. 분수에는 종종 냄새가 배어 있기도 하는데, 귀신고래가 질병에 걸렸을 때, 다쳤을 때, 먹고난 후 등에 냄새가 난다.

### 생애
귀신고래는 5~11살이면 성적으로 성숙하며 이 때 몸길이는 11~12미터 정도이다. 암컷은 2년 또는 3년에 한 번씩 출산한다. 임신 기간은 12~13개월이고, 갓 태어난 새끼의 몸길이는 4.5미터이며, 몸무게는 500~680킬로그램 정도이다. 보통 암컷은 한 마리씩만 출산하지만 드물게 2마리 이상 낳을 때도 있다. 새끼는 다른 고래와는 달리 머리부터 태어나며 태어나자마자 본능적으로 수면 위로 올라가는데, 어미가 이것을 도와준다. 젖은 지방질의 비중이 상당히 높아 농도가 인간은 2퍼센트에 불과한데 비해 귀신고래는 53퍼센트에 달한다. 새끼는 보통 7~8개월이면 어미로부터 떨어진다. 짝짓기 과정은 상당히 복잡하여 3마리 이상의 개체가 연루된다. 암컷 한 마리를 두고 수컷 여러 마리가 경쟁하는 모습이 자주 보이는데, 이는 짝짓기에서 중요한 과정으로 여겨진다.
짝짓기와 출산은 주로 회유지의 남한계에서 이루어지지만, 회유 도중에 일어난 경우도 있다. 이들의 최고 수명은 75년으로 추정한다.

### 먹이
다른 수염고래와는 아주 다르게, 이들은 주로 바닥에서 먹이를 먹는 데 특화되어 있으며, 주식은 주로 해저면에 서식하는 무척추동물이다. 귀신고래의 고래수염은 30센티미터로 수염고래 중 가장 짧고, 목주름이 적어 팽창이 많이 되지 않기 때문에 이런 독특한 식습관에 의존할 수밖에 없다. 다른 수염고래같이 목을 팽창시킬 수 있으며, 많은 양의 먹이를 담아 걸러낼 수 있다. 양쪽 상반부 턱에 130에서 180개의 판이 있으며, 이 판은 손톱과 같은 케라틴질로 이루어져 있으며, 점차 고운 고래수염으로 자라난다. 각 판의 길이는 5에서 25센티미터 정도이다. 바다벼룩이나 잎새우같은 이각류를 주로 먹으며, 얕은 해저면의 침전물을 뒤지면서 먹이를 걸러낸다. 침전물을 뒤질 때는 몸을 옆으로 기울으며, 주로 오른쪽으로 기우는 경향이 있다. 귀신고래는 수면에 떠오른 뒤 수염을 통해 바닷물, 침전물 등을 걸러내며, 입에 남은 먹이를 통째로 삼킨다. 미각이 있지만, 미신경이 작아 거의 못 느낀다고 여겨진다.
이들이 해저면의 먹이 외에도 물에 떠다니는 작은 물고기 등을 먹는 것 또한 목격되었다.
먹이가 이들의 주요 서식처를 결정하는 주요 요소이다. 5미터에서 24미터의 수심에서 먹이를 찾으며, 최소 3미터의 수심에서 발견된 적도 있다. 이들이 먹이를 섭취하기 적합한 장소는 북쪽 지방이며, 두 가지 군 사이에 식성 차이는 없는 것으로 보인다. 북쪽 지역에서 하루 동안 섭취량은 1,360에서 2,000킬로그램에 달한다.

### 행동

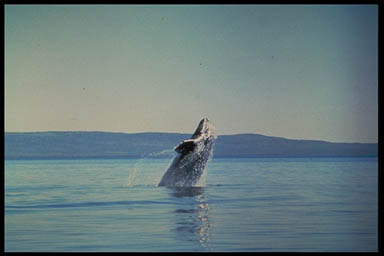
고래뛰기 하는 귀신고래

고래 중에서는 이동 속도가 느린 편에 속한다. 헤엄치는 속도는 시속 6.4에서 8킬로미터 정도이며, 회유시 하루 최대 이동 거리는 100킬로미터 가까이 된다. 개체 간의 유대감은 깊지 않으며, 보통 혼자 또는 작고 불완전한 무리를 이루어 이동한다. 하지만 번식지와 거주지인 북방 한계에서 모두 수많은 개체가 군집하는 경우는 있다. 다른 고래처럼 귀신고래도 고래뛰기를 하며, 외부 기생충이나 따개비를 떼어내려고 하거나 의사소통을 위해 사용되는 것으로 생각된다.
이들이 주로 해안가나 얕은 바다에 사는 이유는 이들이 오랫동안 잠수할 수가 없고, 암초 사이에서 범고래와 같은 포식자들을 피하기 위해서라고 여겨진다.
다 자란 귀신고래의 천적은 범고래와 인간뿐이다. 하지만 이들에게도 순순히 지지는 않는다. 포경업자들에게 보인 사나운 반응은 이들을 악마의 고기라 불리게 하였으며, 범고래에게도 반격을 가한다. 1966년 1월에 3마리의 귀신고래가 공격해오는 범고래에 저항하는 모습이 관찰된 바가 있는데, 귀신고래는 혼란에 빠지지 않고 꼬리로 쳐서 반격을 하였으며, 결국에 범고래들은 물러날 수밖에 없었다. 물러난 원인으로는 귀신고래가 반격한 탓도 있지만, 현장을 관찰하던 배의 소음이 범고래의 의사소통을 방해하여 효과적인 사냥이 이루어질 수가 없었다. 따라서 몸 군데군데에 범고래에게 물린 자국이 남아 있기도 한다. 동태평양에서 관찰된 바로는 수심이 얕은 곳으로 도망가는 것으로 범고래의 협동공격을 피할 수도 있다.

### 노래
다른 많은 고래와 마찬가지로, 귀신고래 또한 노래를 이용한다. 노래라기보다는 꿀꿀거리는 소리에 가깝다. 주로 번식지인 남한계에서 많이 이용되는 것으로 나타났으며, 북한계 지점에서는 그만큼 일어나지는 않는 것으로 나타났다. 주파수는 1,500Hz 이하이며, 아직까지 이들의 노래에 대해 자세히 조사된 적은 없다. 남한계에서는 번식에, 평상시에는 서로 간의 의사소통 중에 사용되며, 공기주머니를 쥐어짜서 소리를 내는 것으로 여겨진다. 노래뿐만 아니라 고래뛰기를 함으로써 의사소통을 할 수도 있다.

### 기생체
귀신고래에 기생하는 수많은 생물은 이들을 구분할 수 있는 척도가 된다. 이들의 피부에 기생하는 생물로는 따개비나 바닷니 등이며, 이들에만 사는 고유종 또한 있을 정도이다. 따개비는 주로 귀신고래의 머리에 있으며, 반지름은 3.8센티미터 정도이다. 바닷니는 주로 죽은 피부를 먹고 살지만, 생살을 먹기도 하며, 기생 부위는 숨구멍, 목주름, 눈, 귀, 생식기 등으로 다양하다. 기생체의 무게를 합하면 무려 100킬로그램이나 된다.
귀신고래는 기생체를 제거하기 위해 여러 가지 방법을 동원한다. 보통은 해저면이나 해안 가까이의 바위를 문질러 기생체를 떼어냄과 동시에 죽은 때를 밀어내기도 한다. 심지어 어떤 경우는 민물에 접근하는 방법을 쓰기도 한다.

## 분포와 이동

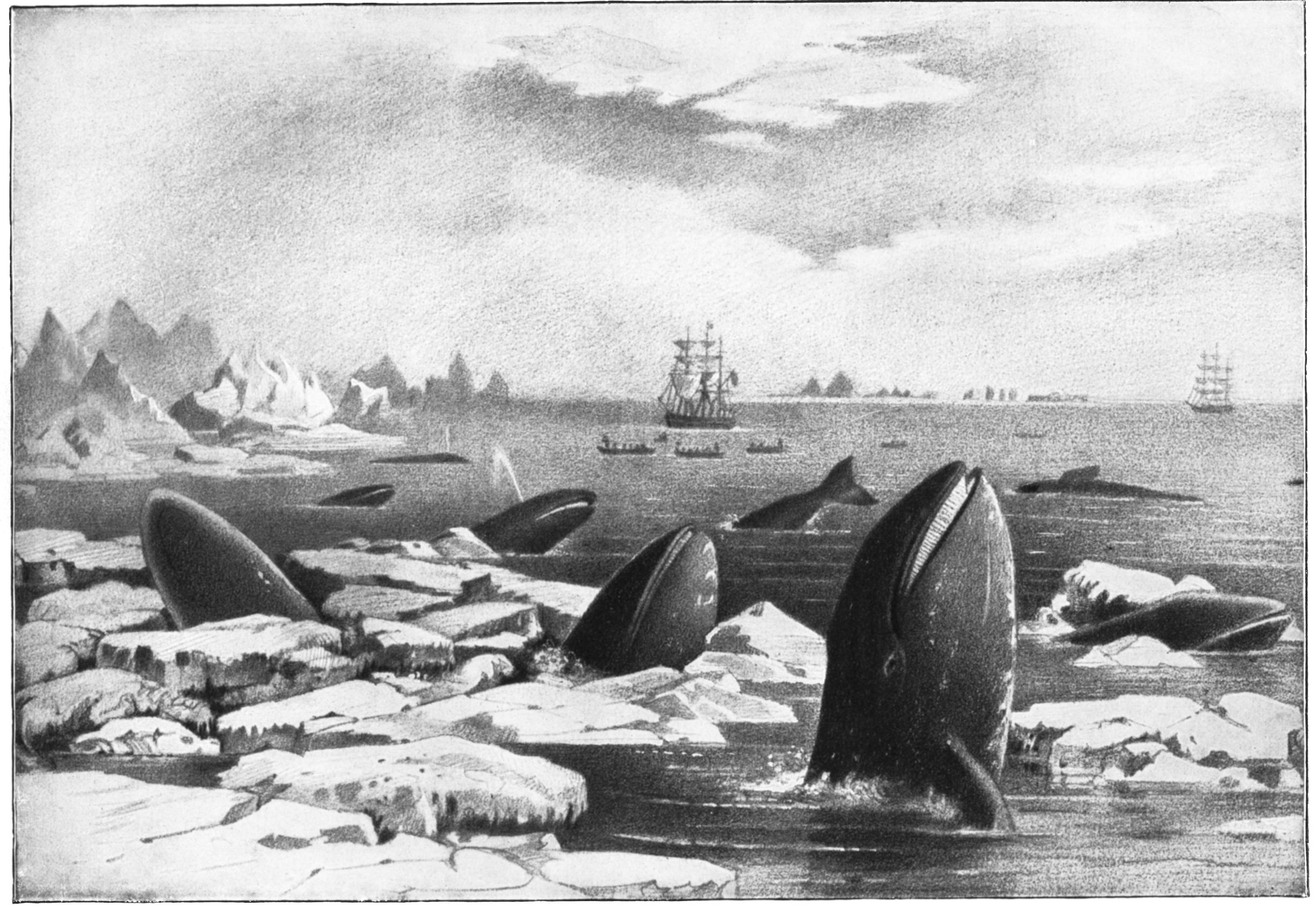
북미의 귀신고래 무리를 그린 그림. 유빙에 고립된 무리를 표현하고 있다.

현재 귀신고래는 다른 대다수 고래류와는 달리 북태평양에서 2곳의 회유 경로를 따라 분포하며, 적도 이남에서 이들이 목격된 적은 없다. 주로 먹이 등을 위해 얕은 바다의 해안가를 따라 서식하지만, 짝짓기와 번식을 위해서는 회유 경로의 최남단 지역으로 이동하며, 연간 회유거리는 2만 킬로미터를 넘는다. 회유 경로의 남한계는 두 개체군 모두 북회귀선에서 약간 낮은 지방이다. 이들이 회유 경로를 따라가는 방법을 설명하는 데는 여러 가설이 있는데, 지구의 자기장을 이용한다는 설, 태양을 이용한다는 설, 단순히 해안선을 따라 이동한다는 설, 해양 지형을 보고 이동한다는 설 등이 있다. 임신한 암컷이 가을에 가장 먼저 이동하며, 그 뒤를 어른 수컷, 그리고 어린 무리가 따른다. 이동 중에는 잠을 취하지 않는다고 여겨지며, 회유에 걸리는 기간은 2.5에서 3개월에 이른다. 회유 중에는 먹이를 거의 먹지 않고, 축적한 지방에 의존한다.
오호츠크해와 동해를 오가는 작은 개체군은 북서태평양 개체군이라고 불리며 한국에서는 한국계 귀신고래라고도 불린다. 1912년 미국인 탐험가 로이 앤드류스가 ‘Korean stock of gray whales’ 라는 명칭을 붙였으나 현재는 학계에서 쓰지 않는 비공식 명칭이다. 앤드류스는 일본에서 한국의 동남해안에서 많이 잡히는 고래의 묘사가 그당시 멸종 위기에 놓여 잘 발견되지 않았던 동태평양 귀신고래와 비슷하다는 데에 착안해서 울산의 고래잡이 어장에서 2개월을 보내면서 귀신고래에 대해 연구하였다. 여름에는 오호츠크해 부근에서 보낸 후, 겨울에는 짝짓기와 출산을 위해 한국, 일본, 동중국해를 통해 남하하는 것으로 보인다. 추적과 현지 조사에 따르면 하이난의 얕은 바다에서 새끼를 낳는다. 이 지역의 환경은 태평양 건너와 비슷하다.
태평양 북동부에 있는 다른 개체군은 북동태평양 개체군 이라고 명칭되며 알래스카주, 캐나다 서안, 캘리포니아, 멕시코를 오간다. 이들은 작은 그룹으로 이동하며, 목적지는 멕시코의 바하칼리포르니아주와 캘리포니아만이다. 서태평양군처럼 회유 최남단 지역에서 짝짓기 및 번식을 한다. 바하칼리포르니아의 석호에서 새끼를 기르는데, 잔잔하고 얕은 물이 대형 상어나 범고래로부터 보호해 주기 때문으로 여겨진다.
대서양에도 두 가지 개체군이 있었다고 추정되며, 한 가지의 군은 유럽 해안을 따라, 다른 개체군은 북미 연안을 따라 분포했으리라 여겨진다. 하지만 이들의 회유 경로는 정확히 알려져 있지 않다.
유전적으로 차이가 없다는 점과 북서태평양 개체군이 겨울에 어디로 가는지를 알 수 없다는 점을 들어 태평양의 두 개체군이 서로 섞일 수도 있다는 가능성도 제기되었다. 심지어 어떤 학자들은 현재 사할린에 있는 귀신고래들이 동태평양 개체에서 일시적으로 빠져나온 개체군이라고 설명한다. 로이 앤드류스 또한 포경업자들을 조사한 결과 두 개체가 서로 북방 지역에서 만날 수도 있다고 추정했지만, 두 개체군 사이에서 번식은 일어나지 않을 것이라고도 하였다. 하지만 이 가능성을 부정하는 의견은 귀신고래가 쉽게 길을 잃을 정도로 우매한 동물이 아니라는 점을 지적한다. 또한 오호츠크해가 쿠릴 제도와 캄차카반도에 둘러싸이는 등 접근성이 떨어진다는 것 또한 언급한다.

## 보존 상태와 전망
북태평양에 존재하는 개체군은 19세기에서 20세기까지는 포경업에 의해 개체 수가 직접적으로 영향을 받았다. 현재는 두 개체군 모두 포경 외의 요소에도 영향을 받고 있다. 북대서양의 개체군은 멸종되었으며, 이에 대해 잘 알려진 바는 없다. 20세기에 들어서 남획으로 개체 수가 줄어들었다가 효과적인 포경법이 개발된 후에는 다시 수난이 시작되었다.

### 북서태평양
북서태평양에는 한때 많은 개체 수가 있었으나 오랜 기간 무분별하게 포획하여 그 수가 급감하였다. 한국의 귀신고래는 일제강점기 일본에 의해 남획되어 사라지게 되었다. 대한민국 정부는 1962년 울산 장생포 앞바다인 귀신고래 회유해면(廻遊海面)을 천연기념물 126호로 지정하고 보호에 나섰으나, 1977년 이후로 대한민국에서는 발견되지 않고 있다2015년 삼척시에서 발견되었다는 추측은 있다.
한때 북서태평양 귀신고래 개체군은 절멸했다고 여겨졌으나, 소련의 영향으로 인해 불가능했던 북서태평양 개체군 귀신고래에 대한 조사가 시작되었고, 그 결과 사할린섬 연안에 생존해 있는 북서태평양 개체군 귀신고래 무리를 발견하였다. 현재 북서태평양 개체군 귀신고래는 약 130마리 정도가 남은 것으로 추정되며, 연간 3퍼센트 수준으로 개체 수가 증가하고 있는 것으로 나타났다.
이들이 북동태평양 개체군보다 훨씬 큰 수준의 위협에 놓인 이유로는 계속된 포획 때문이다. 한국에서는 천연기념물로 지정된 2년 뒤인 1964년까지도 포경이 이루어졌다는 기록이 있으며(1911년과 1964년 사이에 1338마리가 잡힌 기록이 있다.), 일제강점기에는 감소세에도 불구하고 남획이 계속되었다(북동태평양 개체군은 1940년대에 보호 조치가 내려졌다.). 현재는 이들이 서식하는 나라들이 이 종을 보호하기로 결의했지만, 현재는 포경 외의 요인에 위협을 받고 있다. 선박과 충돌하는 경우도 있으며, 현재 이들의 주요 서식지인 사할린 지역의 유전 개발은 그들의 서식지인 해저면을 변화시켜 생존에 영향을 끼칠 수가 있다. 유전은 이들의 먹이를 고갈시켜 생존에 영향을 미치고, 유전 발견을 위한 지질 조사는 이들을 자극함으로써 행동에 악영향을 끼칠 수 있다. 북서태평양 개체군 귀신고래의 생존을 위해서는 사할린 지역의 무분별한 개발을 제한하고, 특히 암컷이 어망에 걸려 죽는 것을 막는 것이 중요한 것이다는 의견이 있다.

### 북동태평양
북동태평양 개체군은 한때 남획으로 멸종 위기에 놓여 있어서 2천 마리 이하로 극감해 멸종했다고 여겨졌을 정도였다. 1937년에 미국에서 준보호 조치가 내려졌으며, 1947년부터 완전히 보호되기 시작한 이후 개체 수가 증가했다. 이는 종족의 성공적인 회복의 전례로 종종 보고된다.
현재 개체 수는 26,635마리로 추산되며, 남획 전 수치에 근접하는 것으로 보인다. 1994년 미국의 멸종 위기 종에서 해제되었으며, 북방 회유지에서 원주민들이 이들을 정해진 만큼 포획이 허용되고 있다. 2003년에서 2007년까지 연당 최대 140마리를 잡도록 정해졌다.
1999년에서 2000년 사이에 귀신고래가 좌초되어 죽는 개체 수가 해마다 수백 마리에 달한다고 조사되었다. 사망 요인으로 먹이 부족, 해양 오염, 전염병, 엘니뇨 등이 제기되고 있지만, 확실시 되는 것은 없다. 개체 수가 증가해 이미 포화 상태에 도달했다는 의견도 있다.
이들도 한때 포경 이외의 활동에 위협을 받았다. 1994년 일본의 재벌인 미츠비시가 번식지인 바하칼리포르니아 근처에 소금 공장을 세우려는 계획을 내놓았으며, 멕시코 통상부가 이에 동조함에 따라 이 지역 및 전 세계적으로 이를 반대하는 움직임이 일어났다. 결국에는 이 계획은 백지화되었지만, 멕시코 정부는 이 지역에 관광업을 확대하려고 계획하고 있으며, 이는 귀신고래의 생존에 영향을 끼칠 수 있다.

### 대서양
대서양과 유럽에 있는 귀신고래군은 이미 14세기에 절멸되었으며, 북미 연안에 있던 개체군은 18세기에 완전히 절멸당했다. 멸종 원인으로는 남획이 제1순위로 꼽히는데, 반화석의 방사성 탄소 연대 측정법이 이 지역에 귀신고래군이 있었음을 증명한다. 바스크인이 이르면 1372년부터 북미에서 귀신고래를 잡기 시작했다. 17세기에서 18세기 동안에 이 지역에서 고래잡이가 증가했으며, 멸종 시기와도 맞아떨어진다. 2005년 7월에는 센트럴랭크셔 대학의 과학자들이 동태평양의 개체들을 옮겨 아일랜드해에 방사해 복원하려는 계획을 제안했지만, 그 계획이 실현될 수 있을지는 아직까지는 의문이다.

## 인간과의 관계

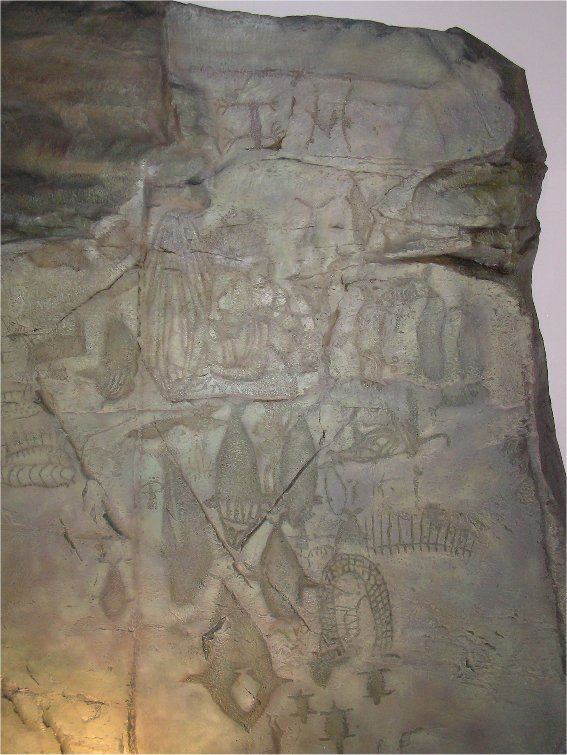
울산 대곡리 반구대 암각화 (복제품)

귀신고래는 오랜 옛날부터 서식지 인근의 문화의 표현 대상이 되어 왔다. 상업적 포경업이 금지된 현재에도 인간과 여러 면으로 떼어낼 수 없는 관계를 맺고 있다.

### 문화
귀신고래는 회유 인근 지역의 사람들에게 빠짐없이 묘사되었다.
축치인의 전설에는 다음과 같은 이야기가 전해온다.
 먼 옛날에 바닷가에는 젊고 아름다운 처녀가 살았다. 처녀에 반한 고래가 바닷가에 접근하더니 잘생긴 청년으로 변했다. 결국에 그들은 바닷가에서 터전을 마련하며 함께 살았다. 처음 낳은 자식들은 고래였으며, 작을 때는 키워줬으나, 성장한 뒤에는 바다에 돌아갔다. 그 뒤에 낳은 자식은 모두 인간이었다. 아버지가 일을 못하게 되자, 자식들이 바다로 가서 식량을 구할 수밖에 없었다. 자식들이 바다로 가기 전에 아버지는 “바다는 너희 형제인 고래들의 고향이다. 잘 보호하도록 하여라.”라고 하였다. 자식들은 세월이 지나서 그 자신만의 가족을 형성하게 되었고, 아버지는 죽었다. 식량이 부족해지면서, 형제들은 왜 그렇게 많은 고래를 잡지 않았느냐고 불평을 하였다. 그래서 그들을 잡으러 나섰고, 고래는 아주 쉽게 잡혔다. 형제들은 잡은 고래를 어머니에게 보여주었지만, 어머니는 “너희는 단지 자신들과 닮지 않았다는 이유로 형제를 죽였다. 당장 내일은 무엇을 할 것이냐?”라는 말을 남기고는 죽었다. — Eyes of the Whale(고래의 눈)의 478~479쪽

밴쿠버섬 인근에 살던 원주민은 귀신고래를 토템, 상, 조각 등에서 수많이 표현했으며, 이는 현재까지도 지속되고 있다.
한국에서는 울산 대곡리 반구대 암각화에서 귀신고래를 비롯한 여러 고래 등이 상세히 묘사되어 있으며, 이는 7천여 년 정도 된 것이다. 한국의 유일한 태양신 신화인 연오랑과 세오녀에서 주인공 부부가 바위를 타서 일본에 건너 갔다고 하는데, 그 바위가 귀신고래였다는 설이 있을 정도로 예부터 동해안에 귀신고래가 많았다는 것을 말해준다.
연오랑과 세오녀 설화에 나오는 움직이는 바위가 귀신고래의 등이라는 주장이 있다.

### 고래 관광
상당 부분 복구된 동태평양 개체군을 중심으로 이들의 회유지 경로인 브리티시 컬럼비아, 워싱턴주, 캘리포니아에 범고래 등을 묶어 함께 관찰하는 관광 사업이 많이 발달되어 있다. 회유 기간에는 고래 관광에 가장 적합한 고래 중의 하나로 꼽힌다. 과거에 포경업자에게 보인 사나운 태도와는 달리 관찰자에게는 호기심 깊게 접근하며, 심지어 머리를 쓰다듬게 놔두기도 한다. 이러한 귀신고래가 인간에게 보이는 친근감은 1970년대부터 높아지고 있으며, 관찰선에 몸을 비비는 것 또한 관찰되었다. 이들을 관찰하기에 좋은 달은 1월에서 3월 사이에 남하할 때이며, 북상할 때는 해안에 거리를 두고 이동하기 때문에 최적기로 여겨지지 않는다.
귀신고래를 비롯한 고래의 관찰은 관광객에게 즐거움을 줄 뿐만 아니라 지역 경제에 이바지하고 생물 교육의 좋은 현장으로 평가받고 있다. 하지만 과도한 고래 관광업에 대한 우려도 제기되었는데, 이에 따라 선박은 고래와 인접시 엔진을 꺼야 하며, 최근에는 관찰 지역도 제한되고 있다.

### 사육되는 귀신고래
귀신고래를 키우는 일은 쉽지 않으며, 지금까지 시도된 3건은 모두 씨월드가 주도한 것이다. 1965년에 부상당한 새끼를 잡아 기르려고 했지만, 2개월 만에 죽었다. 이후에도 씨월드는 포기하지 않았고, 어미가 거세게 저항했지만 새끼를 어미로부터 떼어내는 데 성공했다. 2개월 동안 먹지 않아 68킬로그램이나 체중이 줄었지만, 강제로 먹이는 것을 시작으로 먹이를 먹기 시작한 이후로 빠르게 성장하였다. 이름은 ‘Gigi’라고 명명되었으며, 체중을 재는 등 과학적으로 조사가 이루어졌다. 조련사와 반려를 위한 돌고래에게 친근한 태도를 보여주었으며, 지나치게 성장하자 1972년 바다에 방사하기로 결정이 내려졌으며, 이때 몸길이는 8미터였으며 몸무게는 60톤이었다. 세 번째 시도는 버려진 새끼를 1997년에 허락을 받아 잡아온 것이며, 1998년에 방사되었다. 이 개체의 성장률은 0.5킬로그램/시 로 상당히 빠른 편이었다.

## 같이 보기
- 수염고래과
- 울산 귀신고래 회유해면

## 참고 문헌
- Eye of the Whale (고래의 눈), Dick Russel, ISBN 0-684-86608-0
- Gray Whales-Wandering Giants, Robert H Bosch, ISBN 1-55143-114-9
- Whales-Touching the Mystery, Doug Thompson, ISBN 0-939165-55-4
- Cetacean Specialist Group (1996)(고래류 전문가 그룹). 'Eschrichtius robustus.' 2006 IUCN 레드리스트 보관됨 2008-07-03 - 웨이백 머신 2008년 7월 20일에 읽어봄. 이 데이터베이스는 이 종이 보호 받아야 하는 이유를 설명하고 있다.